# Бокаччино, Камилло
Камилло Бокаччино (итал. Camillo Boccaccino; 1501, Кремона — 1546, Кремона) — итальянский художник эпохи маньеризма.

## Жизнь и творчество
Камилло Бокаччино был сыном и учеником кремонского художника Бокаччо Бокаччино. Изучал живопись в Кремоне, а затем в Венеции. Работал в Венеции (1525), затем — в Пьяченце (1529). Находился под влиянием творчества Тициана, а затем Рафаэля (например, в написанном им алтарном полотне для церкви св. Бартоломео в Кремоне (1532, ныне в миланской Пинакотеке Брера) ощутимо влияние и Рафаэля, и Корреджо). Вернувшись в Кремону, писал свои картины в русле местной художественной традиции — Джан Франческо Бембо и Альтобелло Мелони.

## Избранные произведения
- Воскрешение Лазаря, 1536-37, (фреска)
- Спаситель и ангел, 1535-37, (фреска)
- Блудница, 1536-37, (фреска)
- Мария с младенцем, св. Варфоломеем, Иоанном Крестителем, св. Альбертом и св. Иеронимом, 1532; холст, масло, 296×165 см.
- Мария на троне и святые, ок. 15322; холст, масло, 200×145 см.

## Галерея

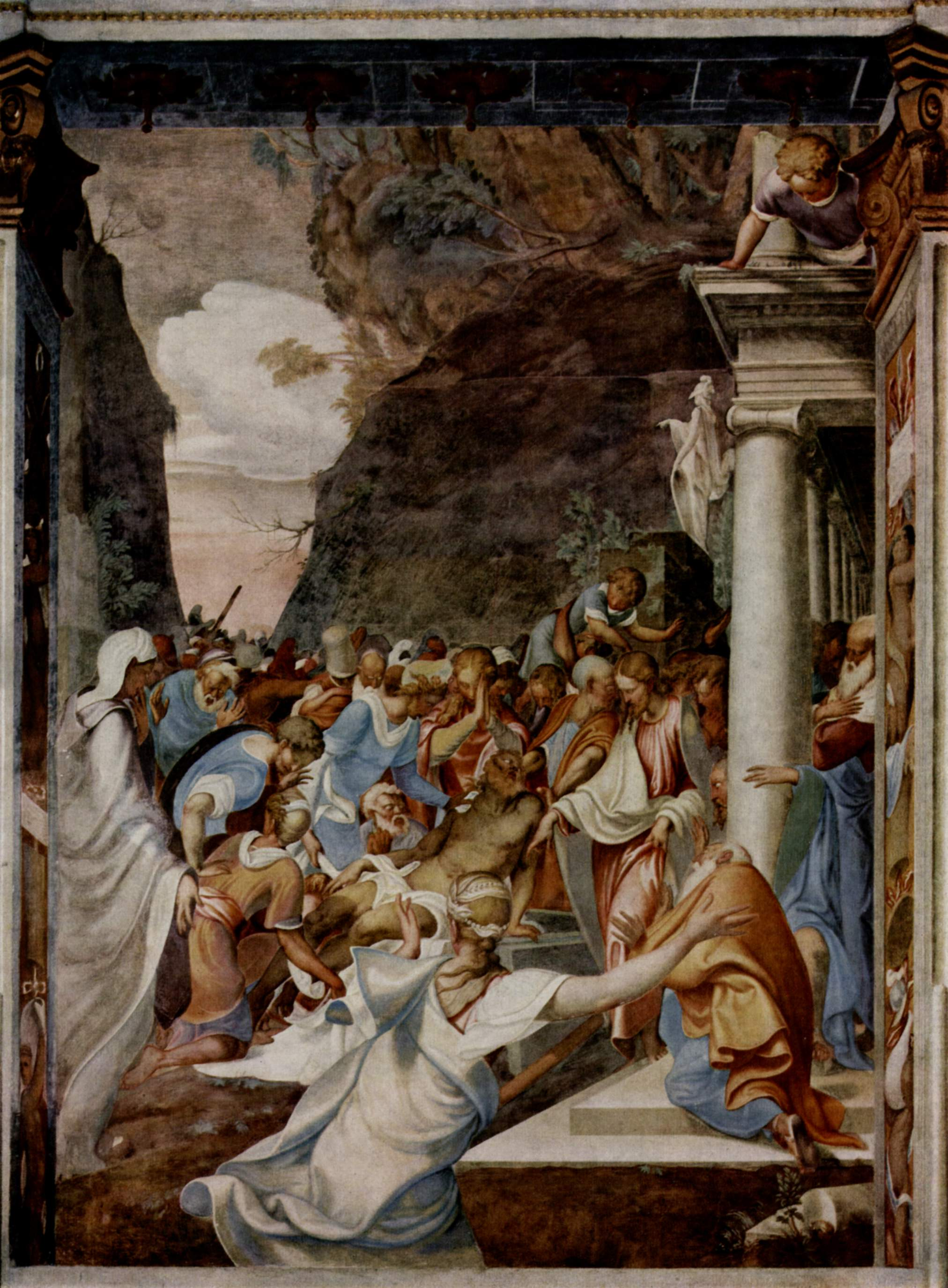
Воскрешение Лазаря
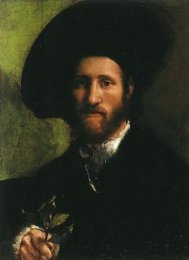
Портрет неизвестного
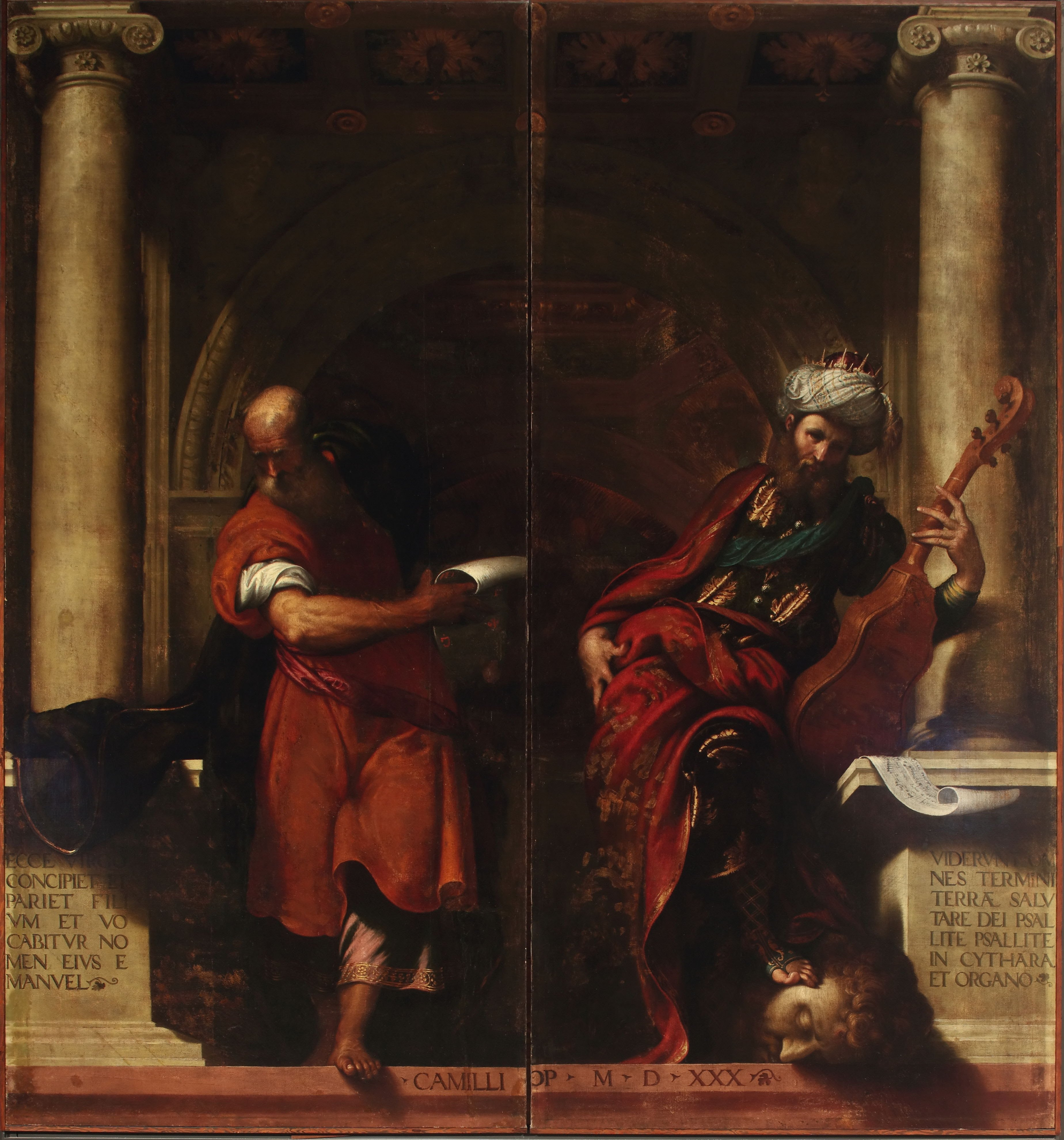
Давид с головой великана Голиафа
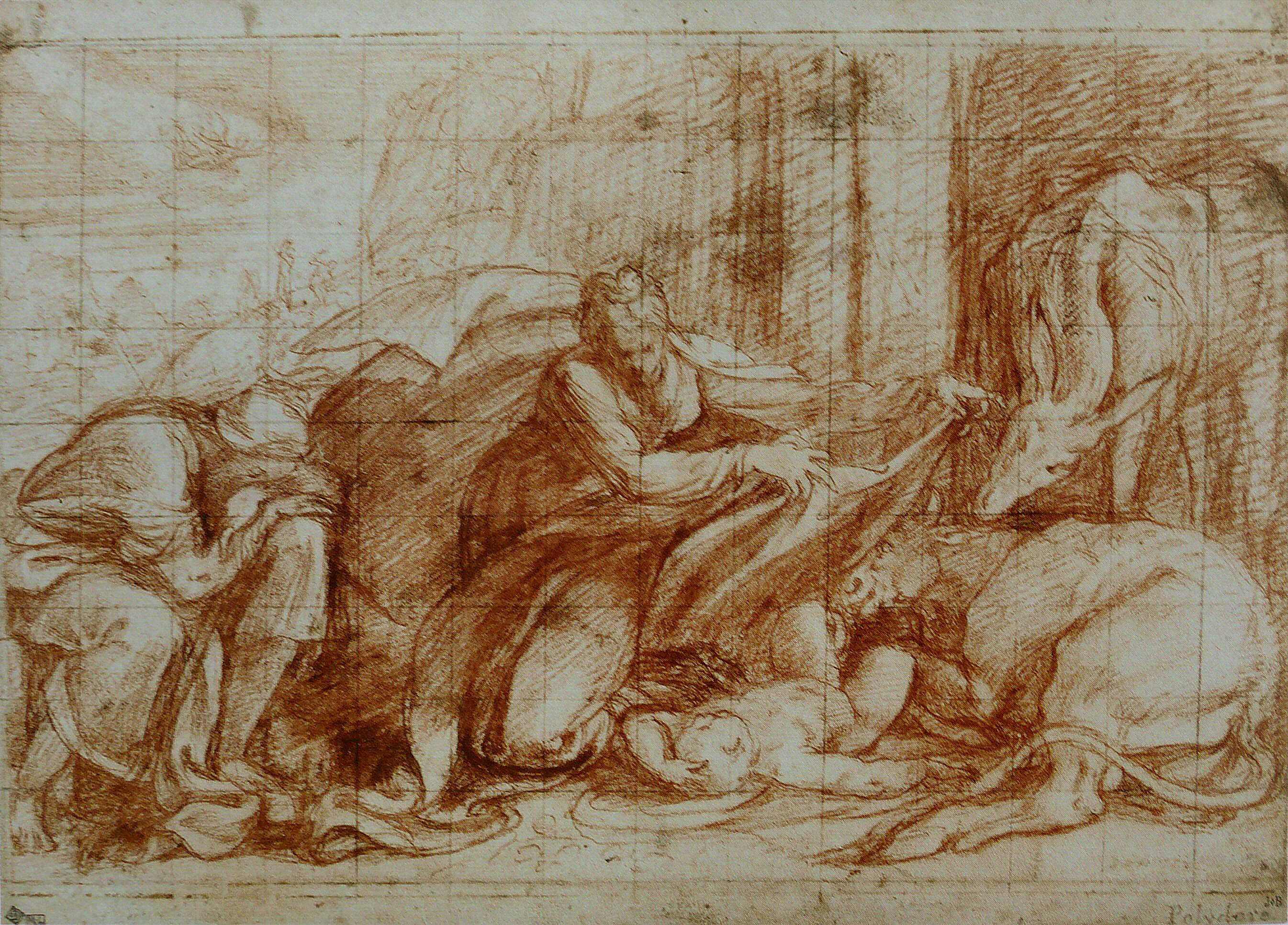
Рождество (эскиз)
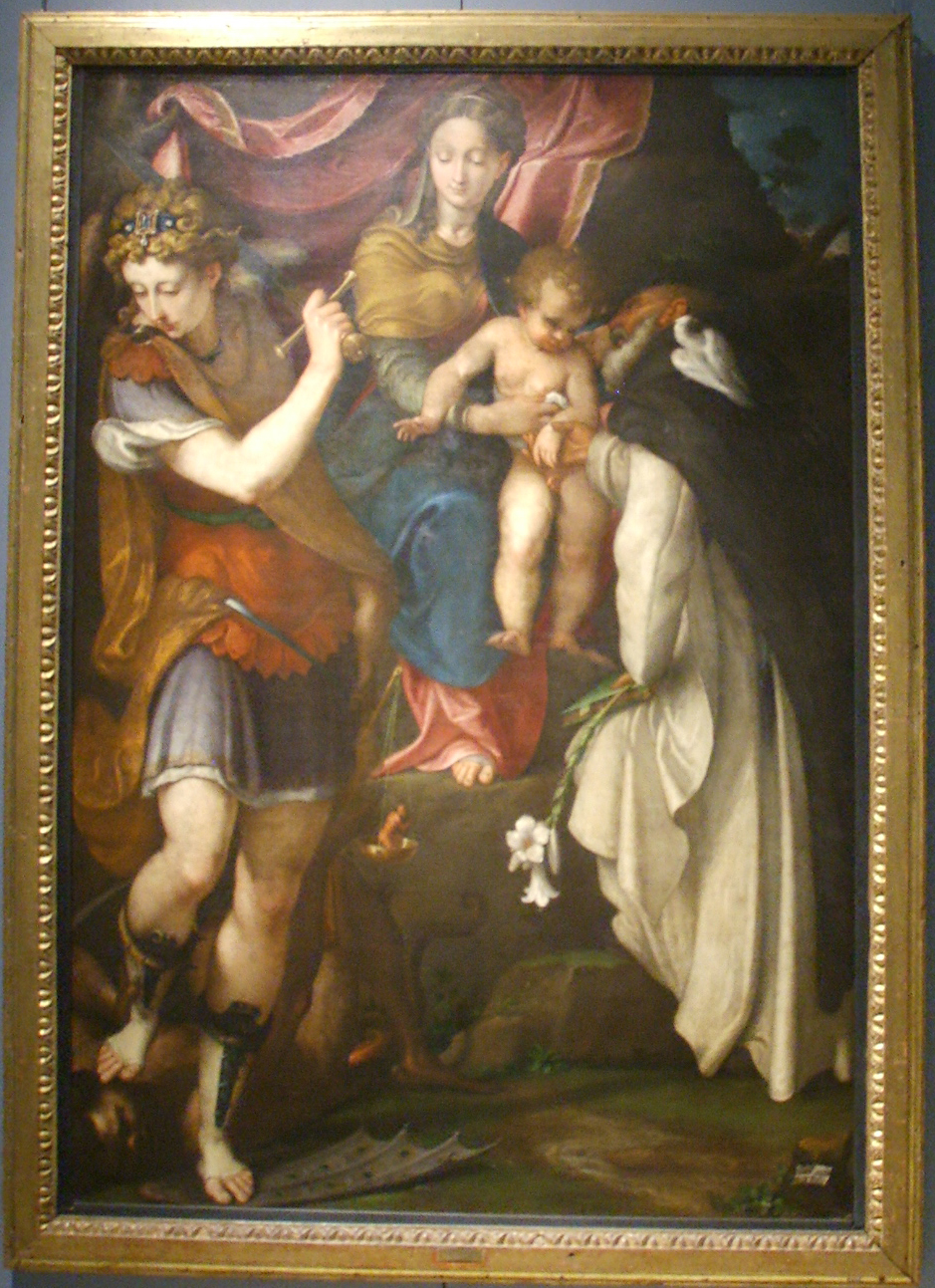
Мадонна с младенцем и архангелом Михаилом